# عرتن
العَرتَن هو جنس من الشجيرات الكبيرة والأشجار الصغيرة وُصف بأنه جنس في عام 1856. مهده أمريكة الوسطى والجنوبية والمكسيك وجزر الهند الغربية، بعض أنواعة متوطنة في البرازيل. ثمرة بعض أنواعه تجارية مهمة في البرازيل. الثمرة تشبه العنب في الحجم والمظهر وغالبًا ما تشبه في الذوق عنب المسكدين.